# Lechytia novaezealandiae
Espèce
Lechytia novaezealandiae est une espèce de pseudoscorpions de la famille des Lechytiidae.

## Distribution
Cette espèce est endémique de Nouvelle-Zélande. Elle se rencontre dans le district du Waikato.

## Description
Le mâle holotype mesure 0,78 mm et la femelle paratype 0,97 mm.

## Étymologie
Son nom d'espèce lui a été donné en référence au lieu de sa découverte, la Nouvelle-Zélande.

## Publication originale
- Christophoryová & Krajčovičová, 2020 : « The first species of the pseudoscorpion genus Lechytia Balzan, 1892 (Pseudoscorpiones, Chthoniidae) from New Zealand. » ZooKeys, no 1000, p. 19–29 (texte intégral).